# Ulica Pszowska w Wodzisławiu Śląskim
Ulica Pszowska w Wodzisławiu Śląskim – szlak komunikacyjny łączący miasto z Raciborzem, dalej z Opolem, a także jest częścią drogi wojewódzkiej nr 933 łączącą Jastrzębie-Zdrój z Raciborzem. Wewnątrz miasta stanowi bezpośrednie połączenie dzielnicy Kokoszyce z centrum miasta. Jej początek wyznacza skrzyżowanie z ul. Wincentego Witosa (droga wojewódzka nr 933), a kończy granica z Pszowem. Do 1 stycznia 1995 roku długość tej ulicy wynosiła 7,2 km i była najdłuższą ulicą w mieście. Po odłączeniu się Pszowa jej długość wynosi 5,3 km, jednak dalej pozostaje najdłuższą ulicą w Wodzisławiu Śląskim. W okresie Prus ulica ta nosiła nazwę Ratiborer Straße (Raciborska). W okresie międzywojennym, a także po wojnie nazwa pozostała bez zmian. Po włączeniu Rydułtów do Wodzisławia, gdzie istniała już ulica Raciborska nazwę ulicy w centrum Wodzisławia zmieniono na Pszowska. Wzdłuż ulicy dominuje zabudowa jednorodzinna wraz z obiektami użyteczności publicznej oraz handlowo-usługowymi.
Ważniejsze obiekty znajdujące się przy ulicy Pszowskiej:
- Państwowa Straż Pożarna
- Zespół Szkół Technicznych i powiatowe centrum sportu
- Starostwo Powiatowe - Wydział Komunikacji